# Garbiñe Larralde Urquijo
Garbiñe Larralde Urquijo (Lesaca, 1968) es una artista y profesora experta en Visual Thinking. Investiga el pensamiento visual y las oportunidades que las TIC ofrecen a la educación.

## Biografía
Garbiñe Larralde estudió Bellas Artes en la UPV/EHU, especializándose en Técnicas Gráficas ( 1985-1991 ).Recibió una beca Erasmus y permaneció en Marsella hasta 1994, gracias a una beca del Gobierno de Navarra para ampliar estudios. Posteriormente se mudó a Centroamérica con su hermana y un amigo.
De 1998 a 2002 fue docente en la Universidad Centroamericana José Simeón Cañas y José Matías Delgado, y en la Universidad Don Bosco, creando y dirigiendo el Departamento de Arte y Cultura y la Escuela de Diseño Gráfico. En 2005 defendió su tesis sobre la construcción de la identidad de género en la Universidad Nacional Autónoma de México en la obra de la artista Yani Pecanins.
Garbiñe Larralde ejerció más tarde la docencia en la UPV/EHU de 2005 a 2006 y desde 2007 es profesora de educación secundaria.
Investiga las oportunidades que ofrecen las Artes, el Pensamiento Visual y las Tecnologías Digitales en el campo de la educación. Se ha convertido en un referente para los promotores de metodologías activas e innovadoras en educación. Ha realizado exposiciones colectivas e individuales, recibiendo diversas menciones. Escribe sobre la herramienta Visual Thinking e imparte talleres de formación y conferencias presenciales y en línea.
Es cocreadora y coordinadora del proyecto colaborativo No me cuentes historias, dibújamelas.

## Premios y reconocimientos
En 2017, el blog de Larralde ganó el Premio Espiral-Edublog.